# بيلي بوث
بيلي بوث (بالإنجليزية: Billy Booth)‏ (9 مايو 1886 بشفيلد في المملكة المتحدة - 1963) هو لاعب كرة قدم بريطاني (وحمل سابقاً جنسية المملكة المتحدة لبريطانيا العظمى وأيرلندا) في مركز نصف الجناح. لعب مع برايتون أند هوف ألبيون وشيفيلد يونايتد ونادي وورثينغ وCastleford Town F.C. ‏.